# Maurice d'Elbée

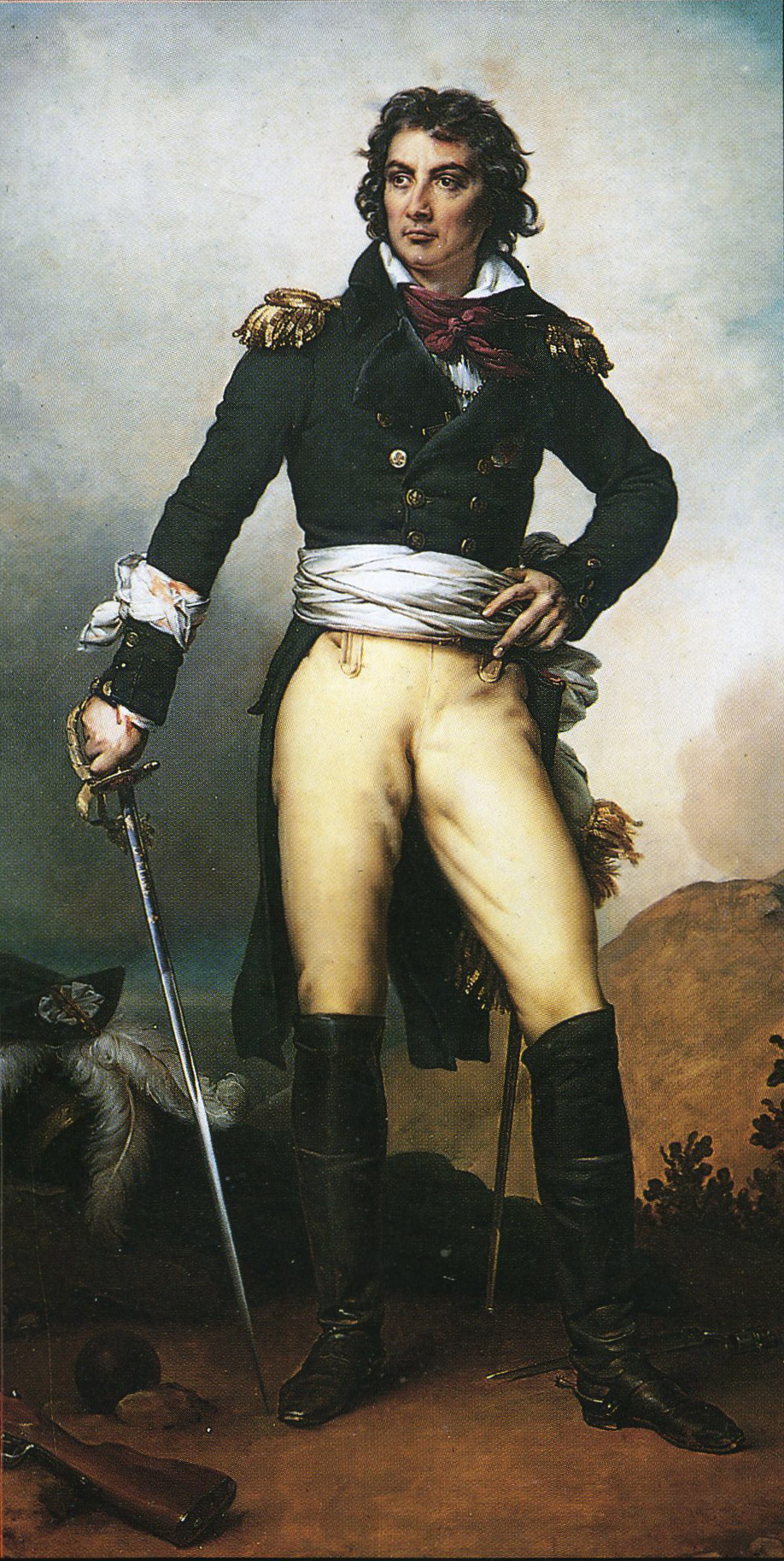
Louis d'Elbée, porträtt av Anne Louis Girodet-Trioson.

Maurice Joseph Louis Gigot d'Elbée, född 21 mars 1752, död 6 januari 1794, var en fransk kontrarevolutionär militär.
D'Elbée utbildades till officer och tjänade under kurfursten av Sachsen, återvände till hemlandet, och konspirerade efter 1791 mot revolutionen. 1793 deltog han i den rojalistiska resningen på Jacques Cathelineaus sida. Efter dennes död blev han rojalisternas högste ledare, och kämpade med stort mod men saknade större militära ledaregenskaper. Efter att ha sårats svårt i slaget vid Cholet 17 oktober 1793 under revolten i Vendée lyckades han undkomma till ön Noirmoutier men föll vid öns erövring av republikanerna i dessas händer och avrättades.